# 청주 (술)

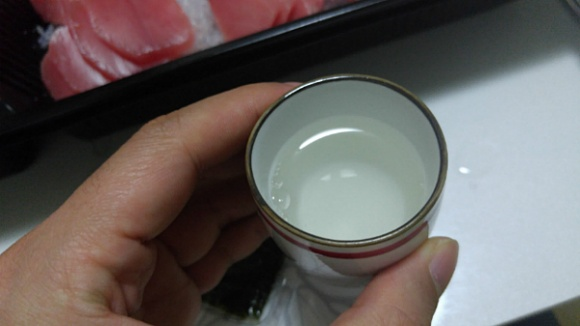
청주

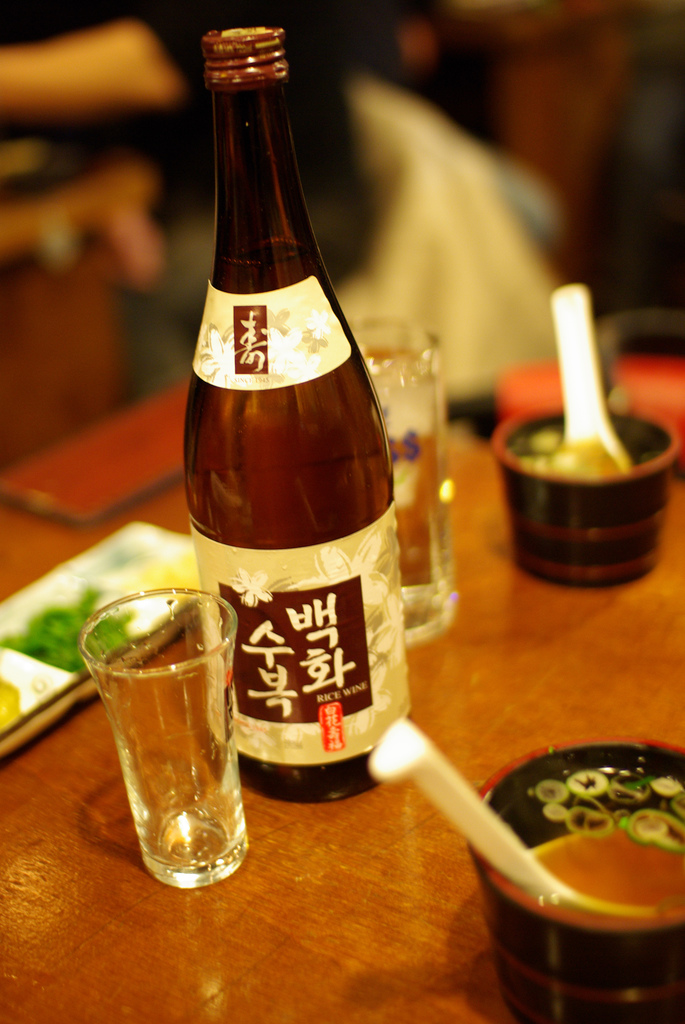
백화수복 청주

청주(淸酒, Cheongju)는 곡식으로 만드는 한국의 전통주로, 곡식 가루를 뭉쳐 곰팡이와 효모를 번식시킨 누룩으로 쌀을 당화 발효시켜 만든다. 맑은술(clear wine) 또는 징주(澄酒)라고도 한다. 쌀알갱이와 쌀가루가 섞여 있는 발효 직후의 원주를 정제하여 맑은 부분만 떠낸 것이며, 탁한 상태 그대로 마시는 것은 탁주(濁酒)라고 한다. 참고로, 막걸리는 탁주의 일종이며 동동주는 청주에 속하는 술이다. 약주나 약술로 불리기도 하는데 이는 조선시대 금주령이 내려지자 특권층들이 약제로 위장하여 마셨기 때문으로 추측된다. 한국의 청주와 일본의 청주(사케)는 유사하나 사용되는 누룩과 미생물, 제조법에 차이가 있다. 알코올 도수는 보통 13 ~ 16도 정도이다.

## 명칭
전통적으로 한국에서는 곡식 원료의 맑은 발효주를 모두 '청주'라고 불러 왔으나, 현행 한국의 주세제도는 전통적인 명명과 차이가 있다. 현행 한국의 주세법에서는 당화제로 쌀입국을 사용하면 '청주'로, 밀누룩을 사용하면 '약주'로 분류된다. 이 분류체계는 전통주의 명칭에 대한 이해 없이 일제 통감부와 총독부의 분류법을 그대로 가져온 것이라는 비판이 있다.

## 역사
삼국사기 기록에 의하면 1500년 전부터 청주를 빚어 마셨다고 한다. 일본 고사기 기록에 따르면 백제인이 누룩으로 술 빚는 것을 전하였다는 기록이 있다. 고려도경에도 청주와 탁주에 관한 내용이 나온다.
조선시대에는 일반 가정에서도 빚어 마셨으나, 일제강점기의 주세정책으로 인해  자가소비가 불가능해졌다. 제3공화국 때는 주세법의 개정으로 쌀을 사용한 주조가 금지되어 명맥이 끊겼다가 1970년대 말부터 민속주를 포함한 일반주류의 신규제조면허가 허가되면서 다시 이어지고 있다.

## 같이 보기
- 사케(일본의 청주)
- 미주(중국의 청주)
- 탁주
  - 막걸리
  - 모주
  - 동동주
- 소주